# Acronicta pudorata
Acronicta pudorata är en fjärilsart som beskrevs av Morrison 1876. Acronicta pudorata ingår i släktet Acronicta och familjen nattflyn. Inga underarter finns listade i Catalogue of Life.